# Asiatiska U20-mästerskapet i volleyboll för damer 2022
Asiatiska U20-mästerskapet 2022 i volleyboll för damer var den tjugoförsta upplagan av tävlingen, som arrangerades av  Asian Volleyball Confederation (AVC) tillsammans med Kazakstans volleybollförbund (KVF). Turneringen hölls i Nur-Sultan, Kazakstan, från 4 till 11 juli 2022. I turneringen deltog nio lag (bestående av spelare tidigast födda 1 januari 2003). Japan vann turneringen för sjunde gången genom att besegra Kina i finalen. De bägge lagen samt trean Thailand kvalificerade sig genom att nå finalen för U21-VM 2023. Anna Uemura utsågs till mest värdefulla spelare.

## Kval
Följande lag kvalificerade sig för turneringen.
| Grupp    | Kvalplatser | Kvalificerade lag |
| -------- | ----------- | ----------------- |
| Värdland | 1           | Kazakstan U20     |
| CAZVA    | 3           | Indien U20        |
| CAZVA    | 3           | Iran U20          |
| CAZVA    | 3           | Uzbekistan U20    |
| EAVZA    | 4           | Kina U20          |
| EAVZA    | 4           | Taiwan U20        |
| EAVZA    | 4           | Japan U20         |
| EAVZA    | 4           | Sydkorea U20      |
| OZVA     | 0           | i.u.              |
| SEAZVA   | 1           | Thailand U20      |
| Total 9  |             |                   |

## Gruppsammansättning
| Grupp A              | Grupp B            |
| -------------------- | ------------------ |
| Kazakstan U20 (Värd) | Japan U20 (1)      |
| Thailand U20 (3)     | Kina U20 (2)       |
| Sydkorea U20 (5)     | Taiwan U20 (4)     |
| Iran U20 (8)         | Indien U20 (11)    |
| i.u.                 | Uzbekistan U20 (–) |

## Förrundan

### Grupp A
- Alla tider är kazakstansk tid (UTC+06:00).

| Pos | Lag               | M | V | F | P | SV | SF | SK    | BV  | BF  | BK    | Kvalificering     |
| --- | ----------------- | - | - | - | - | -- | -- | ----- | --- | --- | ----- | ----------------- |
| 1   | Sydkorea U20      | 3 | 3 | 0 | 8 | 9  | 2  | 4,500 | 263 | 207 | 1,271 | Spel om plats 1-4 |
| 2   | Thailand U20      | 3 | 2 | 1 | 7 | 8  | 3  | 2,667 | 248 | 219 | 1,132 | Spel om plats 1-4 |
| 3   | Iran U20          | 3 | 1 | 2 | 3 | 3  | 6  | 0,500 | 183 | 210 | 0,871 | Spel om plats 5-8 |
| 4   | Kazakstan U20 (H) | 3 | 0 | 3 | 0 | 0  | 9  | 0,000 | 166 | 225 | 0,738 | Spel om plats 5-8 |

| Datum | Tid   |               | Resultat |               | Set 1 | Set 2 | Set 3 | Set 4 | Set 5 | Totalt | Rapport |
| ----- | ----- | ------------- | -------- | ------------- | ----- | ----- | ----- | ----- | ----- | ------ | ------- |
| 4 Jul | 18:00 | Iran U20      | 0–3      | Thailand U20  | 23–25 | 15–25 | 15–25 |       |       | 53–75  | P2      |
| 5 Jul | 15:00 | Sydkorea U20  | 3–2      | Thailand U20  | 25–19 | 25–15 | 24–26 | 24–26 | 15–12 | 113–98 | P2      |
| 5 Jul | 17:30 | Kazakstan U20 | 0–3      | Iran U20      | 20–25 | 19–25 | 21–25 |       |       | 60–75  | P2      |
| 6 Jul | 17:30 | Sydkorea U20  | 3–0      | Kazakstan U20 | 25–14 | 25–20 | 25–20 |       |       | 75–54  | P2      |
| 7 Jul | 17:30 | Thailand U20  | 3–0      | Kazakstan U20 | 25–13 | 25–22 | 25–18 |       |       | 75–53  | P2      |
| 9 Jul | 12:30 | Iran U20      | 0–3      | Sydkorea U20  | 20–25 | 14–25 | 21–25 |       |       | 55–75  | P2      |

### Grupp B
| Pos | Lag            | M | V | F | P  | SV | SF | SK     | BV  | BF  | BK    | Kvalificering     |
| --- | -------------- | - | - | - | -- | -- | -- | ------ | --- | --- | ----- | ----------------- |
| 1   | Kina U20       | 4 | 4 | 0 | 12 | 12 | 1  | 12,000 | 322 | 187 | 1,722 | Spel om plats 1-4 |
| 2   | Japan U20      | 4 | 3 | 1 | 9  | 9  | 3  | 3,000  | 282 | 213 | 1,324 | Spel om plats 1-4 |
| 3   | Taiwan U20     | 4 | 2 | 2 | 6  | 7  | 6  | 1,167  | 277 | 239 | 1,159 | Spel om plats 5-8 |
| 4   | Indien U20     | 4 | 1 | 3 | 3  | 3  | 9  | 0,333  | 196 | 271 | 0,723 | Spel om plats 5-8 |
| 5   | Uzbekistan U20 | 4 | 0 | 4 | 0  | 0  | 12 | 0,000  | 133 | 300 | 0,443 | Nia               |

| Datum | Tid   |                | Resultat |                | Set 1 | Set 2 | Set 3 | Set 4 | Set 5 | Totalt | Rapport |
| ----- | ----- | -------------- | -------- | -------------- | ----- | ----- | ----- | ----- | ----- | ------ | ------- |
| 4 Jul | 12:30 | Kina U20       | 3–0      | Uzbekistan U20 | 25–6  | 25–9  | 25–4  |       |       | 75–19  | P2      |
| 4 Jul | 15:00 | Indien U20     | 0–3      | Taiwan U20     | 11–25 | 12–25 | 15–25 |       |       | 38–75  | P2      |
| 5 Jul | 10:00 | Japan U20      | 3–0      | Taiwan U20     | 25–19 | 25–22 | 25–15 |       |       | 75–56  | P2      |
| 5 Jul | 12:30 | Kina U20       | 3–0      | Indien U20     | 25–10 | 25–15 | 25–15 |       |       | 75–40  | P2      |
| 6 Jul | 12:30 | Uzbekistan U20 | 0–3      | Indien U20     | 21–25 | 11–25 | 14–25 |       |       | 46–75  | P2      |
| 6 Jul | 15:00 | Japan U20      | 0–3      | Kina U20       | 18–25 | 20–25 | 19–25 |       |       | 57–75  | P2      |
| 7 Jul | 12:30 | Uzbekistan U20 | 0–3      | Japan U20      | 9–25  | 11–25 | 19–25 |       |       | 39–75  | P2      |
| 7 Jul | 15:00 | Taiwan U20     | 1–3      | Kina U20       | 14–25 | 25–22 | 12–25 | 20–25 |       | 71–97  | P2      |
| 9 Jul | 15:00 | Taiwan U20     | 3–0      | Uzbekistan U20 | 25–8  | 25–7  | 25–14 |       |       | 75–29  | P2      |
| 9 Jul | 17:30 | Indien U20     | 0–3      | Japan U20      | 11–25 | 18–25 | 14–25 |       |       | 43–75  | P2      |

## Huvudrundan

### Spel om plats 5-8
|  | Matcher om plats 5-8 | Matcher om plats 5-8 | Matcher om plats 5-8 |          |            | Match om 5:e plats | Match om 5:e plats | Match om 5:e plats |  |
|  |                      |                      |                      |          |            |                    |                    |                    |  |
|  | Kazakstan U20        | Kazakstan U20        | 0                    |          |            |                    |                    |                    |  |
|  | Kazakstan U20        | Kazakstan U20        | 0                    |          |            |                    |                    |                    |  |
|  | Taiwan U20           | Taiwan U20           | 3                    |          |            |                    |                    |                    |  |
|  | Taiwan U20           | Taiwan U20           | 3                    |          | Taiwan U20 | Taiwan U20         | 3                  |                    |  |
|  |                      |                      |                      |          | Taiwan U20 | Taiwan U20         | 3                  |                    |  |
|  |                      |                      | Iran U20             | Iran U20 | 1          |                    |                    |                    |  |
|  | Indien U20           | Indien U20           | Iran U20             | Iran U20 | 1          | 1                  |                    |                    |  |
|  | Indien U20           | Indien U20           |                      |          |            | 1                  |                    |                    |  |
|  | Iran U20             | Iran U20             | 3                    |          |            | Match om 7:e plats | Match om 7:e plats | Match om 7:e plats |  |
|  | Iran U20             | Iran U20             | 3                    |          |            |                    |                    |                    |  |
|  |                      |                      |                      |          |            |                    |                    |                    |  |
|  |                      |                      |                      |          |            | Kazakstan U20      | Kazakstan U20      | 2                  |  |
|  |                      |                      |                      |          |            | Kazakstan U20      | Kazakstan U20      | 2                  |  |
|  |                      |                      |                      |          |            | Indien U20         | Indien U20         | 3                  |  |

#### Matcher om plats 5-8
| Datum  | Tid   |            | Resultat |               | Set 1 | Set 2 | Set 3 | Set 4 | Set 5 | Totalt | Rapport |
| ------ | ----- | ---------- | -------- | ------------- | ----- | ----- | ----- | ----- | ----- | ------ | ------- |
| 10 Jul | 10:00 | Indien U20 | 1–3      | Iran U20      | 20–25 | 25–21 | 15–25 | 25–27 |       | 85–98  | P2      |
| 10 Jul | 12:30 | Taiwan U20 | 3–0      | Kazakstan U20 | 25–17 | 25–13 | 25–22 |       |       | 75–52  | P2      |

#### Match om 7:e plats
| Datum  | Tid   |               | Resultat |            | Set 1 | Set 2 | Set 3 | Set 4 | Set 5 | Totalt  | Rapport |
| ------ | ----- | ------------- | -------- | ---------- | ----- | ----- | ----- | ----- | ----- | ------- | ------- |
| 11 Jul | 10:00 | Kazakstan U20 | 2–3      | Indien U20 | 25–16 | 11–25 | 27–29 | 25–16 | 14–16 | 102–102 | P2      |

#### Match om 5:e plats
| Datum  | Tid   |            | Resultat |          | Set 1 | Set 2 | Set 3 | Set 4 | Set 5 | Totalt | Rapport |
| ------ | ----- | ---------- | -------- | -------- | ----- | ----- | ----- | ----- | ----- | ------ | ------- |
| 11 Jul | 12:30 | Taiwan U20 | 3–1      | Iran U20 | 25–21 | 25–18 | 22–25 | 25–11 |       | 97–75  | P2      |

### Spel om plats 1-4
|  | Semifinaler  | Semifinaler  | Semifinaler |          |           | Final               | Final               | Final               |  |
|  |              |              |             |          |           |                     |                     |                     |  |
|  | Japan U20    | Japan U20    | 3           |          |           |                     |                     |                     |  |
|  | Japan U20    | Japan U20    | 3           |          |           |                     |                     |                     |  |
|  | Sydkorea U20 | Sydkorea U20 | 0           |          |           |                     |                     |                     |  |
|  | Sydkorea U20 | Sydkorea U20 | 0           |          | Japan U20 | Japan U20           | 3                   |                     |  |
|  |              |              |             |          | Japan U20 | Japan U20           | 3                   |                     |  |
|  |              |              | Kina U20    | Kina U20 | 0         |                     |                     |                     |  |
|  | Thailand U20 | Thailand U20 | Kina U20    | Kina U20 | 0         | 0                   |                     |                     |  |
|  | Thailand U20 | Thailand U20 |             |          |           | 0                   |                     |                     |  |
|  | Kina U20     | Kina U20     | 3           |          |           | Match om tredjepris | Match om tredjepris | Match om tredjepris |  |
|  | Kina U20     | Kina U20     | 3           |          |           |                     |                     |                     |  |
|  |              |              |             |          |           |                     |                     |                     |  |
|  |              |              |             |          |           | Sydkorea U20        | Sydkorea U20        | 2                   |  |
|  |              |              |             |          |           | Sydkorea U20        | Sydkorea U20        | 2                   |  |
|  |              |              |             |          |           | Thailand U20        | Thailand U20        | 3                   |  |

#### Semifinaler
| Datum  | Tid   |              | Resultat |              | Set 1 | Set 2 | Set 3 | Set 4 | Set 5 | Totalt | Rapport |
| ------ | ----- | ------------ | -------- | ------------ | ----- | ----- | ----- | ----- | ----- | ------ | ------- |
| 10 Jul | 15:00 | Japan U20    | 3–0      | Sydkorea U20 | 25–18 | 25–19 | 25–11 |       |       | 75–48  | P2      |
| 10 Jul | 17:30 | Thailand U20 | 0–3      | Kina U20     | 23–25 | 17–25 | 15–25 |       |       | 55–75  | P2      |

#### Match om tredjepris
| Datum  | Tid   |              | Resultat |              | Set 1 | Set 2 | Set 3 | Set 4 | Set 5 | Totalt | Rapport |
| ------ | ----- | ------------ | -------- | ------------ | ----- | ----- | ----- | ----- | ----- | ------ | ------- |
| 11 Jul | 15:00 | Sydkorea U20 | 2–3      | Thailand U20 | 23–25 | 25–12 | 24–26 | 25–20 | 14–16 | 111–99 | P2      |

#### Final
| Datum  | Tid   |           | Resultat |          | Set 1 | Set 2 | Set 3 | Set 4 | Set 5 | Totalt | Rapport |
| ------ | ----- | --------- | -------- | -------- | ----- | ----- | ----- | ----- | ----- | ------ | ------- |
| 11 Jul | 17:30 | Japan U20 | 3–0      | Kina U20 | 25–16 | 25–21 | 25–22 |       |       | 75–59  | P2      |

## Slutplaceringar
| Rank | Team           |
| ---- | -------------- |
| 1    | Japan U20      |
| 2    | Kina U20       |
| 3    | Thailand U20   |
| 4    | Sydkorea U20   |
| 5    | Taiwan U20     |
| 6    | Iran U20       |
| 7    | Indien U20     |
| 8    | Kazakstan U20  |
| 9    | Uzbekistan U20 |

|  | Kvalificerat för U21-VM 2023 |

| Asiatiska U20-mästerskapen i volleyboll för damer 2022 |
| ------------------------------------------------------ |
| Japan Sjunde titeln                                    |

| Laguppställning |
| Fukazawa Megumi, Fukazawa Tsugumi, Kaji Haruka, Saiki Amika, Yoshitake Mika, Tsutsumi Arina, Honda Rin, Kumgai Niina, Furukawa Airi, Tokumoto Amika, Uemura Anna, Kitamado Ayane |
| Tränare: Akinori Yamada |
| |

## Utmärkelser
- Mest värdefulla spelare
 Anna Uemura
- Bästa passare
 Kaji Haruka
- Bästa vänsterspikrar
 Anna Uemura
 Wang Yifan
- Bästa centrar
 Zhang Hongziyan
 Tunyapoo Nantikan
- Bästa högerspiker
 Yang Youkyung
- Bästa libero
 Amika Tokumoto